# Койоти Пойнт
Койоти Пойнт (на английски: Coyote Point, в превод: "Върхът/Носът на койота") е парк в окръг Сан Матео, Калифорния, САЩ. Койоти Пойнт е 2,40 кв. км (600 акра) по площ, разположен на Санфранциския залив, на юг от Международно летище Сан Франциско на границата между градовете Бърлингейм и Сан Матео.
В парк „Койоти Пойнт“ има яхтклуб, голф игрище, тревно игрище, детски площадки, различни пътеки за разходки и други възможности за отдих и спорт. В парка също има многобройни места за скара на открито. Паркът е разположен на самия залив и много уиндсърфисти и кайтсърфисти използват прилежащите води към него за практикуването на тези видове спорт. От Койоти Пойнт се вижда Международно летище Сан Франциско, както и самият Сан Франциско, тъй като паркът е разположен на издаден нос, който позволява да се види чак до Сан Франциско през залива.

## Външни препратка
- Официален сайт Архив на оригинала от 2012-09-06 в Wayback Machine.
- Койоти Пойнт парк на страницата на проекта „Пътека около залива“ (Baytrail) Архив на оригинала от 2011-06-06 в Wayback Machine.